# Església d'Akura
L'església d'Akura o església Akura de Sant David (en georgià: აკურის მამადავითის ეკლესია) és un edifici medieval de l'Església ortodoxa georgiana de la regió oriental de Kakhètia, a Geòrgia. D'estil estilístic del segle ix, té una planta de basílica de tres naus, dedicada a sant David de Gareja, un dels tretze pares assiris. Està inscrita en la llista dels Monuments Culturals destacats de Geòrgia.

## Història
L'església d'Akura es troba en un bosc a la riba dreta del Vantiskhevi, un afluent del riu Alazani, a un 1,5 km al sud-oest del llogaret d'Akura, al municipi de Telavi, a la regió més oriental de Kakhètia, a Geòrgia. L'historiador d'art Giorgi Chubinashvili ha identificat Akura amb un convent de monjos establert per Hilarió el Georgià, la seva mare i la seva germana, prop del 855. El monestir d'Akura era aleshores un metoquió del Lavra David Gareja. Al 1597, l'església va ser restaurada pel rei Alexandre II de Kakhètia amb motiu de la jubilació de la germana gran del rei, Ketevan, al convent d'Akura.

## Descripció
L'església d'Akura és una basílica de tres naus, de planta rectangular i de 17,3 × 12,8 metres. Està construïda amb llambordins i maons. La nau central acaba a l'est en un altar amb un absis en forma de ferradura i una petita bema davant seu. Una petxina semicircular descansa sobre impostes simplement perfilades. Les naus laterals estan separades de la central per una única columna arcada en cada costat. La nau nord està dividida per un mur transversal en dos trams arcats. A l'extrem oriental de les naus laterals hi ha petites cambres rectangulars que actuen com a pastofòria. El mur occidental de l'interior conserva fragments dels frescs dels segles xiv i xv. Les façanes suporten decoracions, una característica que es faria popular a Geòrgia en els segles esdevenidors. La façana oriental també està adornada amb pintures murals i medallons amb les imatges de Jesucrist i els àngels que l'envolten. A les façanes oriental i occidental n'hi ha també quatre inscripcions parcialment danyades en l'escriptura medieval georgiana asomtavruli, paleogràficament del segle ix. Hi ha un pòrtic, contraforts adossats a la façana nord i un iconòstasi, que daten tots ells del segle xvi.